# خارغنچه‌ها
 آکانتوکالیسیوم(نام علمی: Acanthocalycium) نام یک سرده از تیره کاکتوس است.